# やまがたすみこ
やまがた すみこ （1956年10月11日 - ） は、日本の女性歌手、シンガーソングライター、フォークシンガー。夫は井上鑑。
出生名は山県寿美子（読み同じ）、作詞家・作曲家としての名義は山県すみ子。またモモ名義での録音もある。

## 人物・経歴

### デビューまで
東京都北区出身。幼少時代は埼玉県草加市に在住した。小学校6年生の頃から作詞作曲を始める。
上野学園高等学校1年生在学中、1972年（昭和47年）にTBS系の視聴者参加番組『家族そろって歌合戦』に出場、中学生の時の自作曲「夏になったら」を歌い優勝。それをきっかけに日本コロムビアからスカウトされ、芸能事務所のバードコーポレーションに所属する。
翌1973年（昭和48年）2月に16歳で、自作曲を歌ったファーストシングル『風に吹かれていこう／あの人が好きなのに』で日本コロムビアからデビューした。

### カレッジ・フォークの新星
1973年3月、ファーストアルバム『風、空、そして愛　やまがたすみこ フォークアルバム第1集』をリリース。同年9月には『あの日のことは…　やまがたすみこ フォーク・アルバム第2集』、翌1974年5月には『Melodies Come From My Heart　やまがたすみこ フォーク・アルバム第3集 』をリリース。「フォーク・アルバム3部作」を発表し「カレッジ・フォークの新星」として注目される。
デビュー当時は自作曲のほか、森山良子のヒット曲や千賀かほる「真夜中のギター」、赤い鳥が歌った「赤い花白い花」などをカバーし、本田路津子風のカレッジ・フォークのスタイルを取っていた。
1973年8月のシングル『あの日のことは』は、TBS系テレビドラマ『おさななじみ』（1973年7月6日 - 10月26日放送）のテーマ曲として使用され、やまがた自身も出演した。東京・阿佐ヶ谷を舞台に、隣同士に生まれ育った幼なじみの男女が、様々な出来事を経て結ばれるまでを明るくさわやかに描いたドラマである。『おさななじみ』ではやまがたがギターを持って登場し、居間や窓辺で「夏になったら」「風に吹かれていこう」「あの日のことは」などの曲を歌う場面や、林寛子と「この広い野原いっぱい」を合唱する場面もあった。
またデビュー当時はマルベル堂でブロマイドが売られるなど、アイドル歌手的に扱われていた時期もあった。
なお、1973年12月発売のシングル『白い船白い鳥／日立ミュージック・イン・ハイフォニックのテーマ』では「1960年（昭和35年）生まれ」とある。B面曲はニッポン放送のラジオ番組『日立ミュージック・イン・ハイフォニック』のテーマ曲で、番組で毎週流されていた（作詞：高田敏子、作曲：山本直純）。

### シティ・ポップへの転身
その後はフォークソングからニューミュージック系に移り、1974年の4枚目のアルバム『虹 RAINBOW』からはポップス系のアレンジを取り入れる。1976年の6枚目のアルバム『サマー・シェイド』からはシティ・ポップへ路線変更し、新たなファン層を獲得した。1977年のアルバム『FLYING』では自作曲が減り、代わって松本隆、鈴木茂、細野晴臣、佐藤健、伊藤銀次らが参加している。
1974年には、NHK教育テレビの学校放送番組『うたって・ゴー』で「うたのおねえさん」として出演した。
NHKの音楽番組『あなたのメロディー』で1974年に誕生した「風を見たよ」「海のおくりもの」は、NHK『みんなのうた』でも放送され、翌1975年に開催された沖縄国際海洋博覧会のテーマソングとして使用された。
また1975年12月から翌1976年1月までの2か月間、NHK『みんなのうた』で「くいしんぼうのカレンダー」が放送された（作詞：仲倉重郎、作曲：中田喜直）。

### 結婚後
1979年（昭和54年）に井上鑑と結婚。結婚後は第一線を退いたが、本人は「引退したわけでもなく、スタジオワークや様々なアーティストのサポートボーカルなどで、のんびりと音楽活動を続けています」と述べている。
1982年には世界名作劇場『南の虹のルーシー』のオープニングテーマ「虹になりたい」、エンディングテーマ「森へおいで」を手掛けた。
1985年にはモモ名義で、国際科学技術博覧会（つくば科学万博）の「住友館」テーマ曲「空に会おうよ」（作曲・編曲：坂本龍一、作詞：矢野顕子）を歌った。
2003年には、実に25年ぶりとなるオリジナルアルバム『歌が降りてくる』を発表。2010年にボーナストラックを2曲追加した新装版として再発売された。

結婚後は表舞台には立たなくなったものの、スタジオワークやライブで健在ぶりを示し、数多くのCMソングやジングル、企業CIによるサウンドロゴなどを多数担当している。担当したCMソングやテーマソング、サウンドロゴなどをまとめたCDアルバムも発売されている。

### 再評価
2010年代以降は、シティ・ポップのリバイバルブームによる再評価が進み、シティ・ポップの復刻盤シリーズ「Light Mellow 和モノ」から、2014年10月29日にベストアルバム『Light Mellow やまがたすみこ』がリリースされた。同シリーズからは他に松原みき、しばたはつみ、佐藤奈々子、当山ひとみ、尾崎亜美などの音源がリリースされている。
さらに2020年11月3日には、1978年のアルバム『エメラルド・シャワー』からシングルカットされた『あの日のように微笑んで／ほろ酔いイヴ』がアナログレコード（7インチシングル）として限定発売、ジャケットデザインはオリジナルLP盤と同一の写真が使用されている。
また同時期には、過去の音源やベストアルバムが、サブスクリプション方式の音楽配信ストリーミングサービスで視聴できるようになった。

## ディスコグラフィー

### シングル
| 発売日         | レコード番号 | タイトル               | B面曲                                          |
| -------------- | ------------ | ---------------------- | ---------------------------------------------- |
| 1973年2月10日  | LL-10209-J   | 風に吹かれて行こう     | あの人が好きなのに                             |
| 1973年6月10日  | LL-10218-J   | 夏になったら           | 明日あなたに                                   |
| 1973年8月10日  | LL-10224-J   | あの日のことは         | そしたら空は                                   |
| 1973年12月10日 | CD-208       | 白い船白い鳥           | 日立ミュージック・イン・ハイフォニックのテーマ |
| 1974年2月10日  | CD-211       | 風を見たよ             | 私の子守唄                                     |
| 1974年5月1日   | CD-218       | 二つの心               | むらさき色の風                                 |
| 1974年9月1日   | CD-230       | 海のおくりもの         | 初恋橋                                         |
| 1975年7月1日   | CD-250-A     | チューニング・ラブ     | さりげない二人                                 |
| 1976年7月1日   | LK-17-A      | 夏の光に               | 白い桟橋                                       |
| 1977年7月1日   | LK-40-A      | ムーンライト・ジルバ   | プラスティック・ラブ                           |
| 1978年1月1日   | LK-60-A      | イニシャルはK          | 渚のエピローグ                                 |
| 1978年8月1日   | LK-78-A      | SF                     | 秋を感じた日                                   |
| 2020年11月3日  | LMDU-0014    | あの日のように微笑んで | ほろ酔いイヴ                                   |

### アルバム
| 番号 | タイトル                                                           | 発売日         | 規格品番  | 収録曲 |
| ---- | ------------------------------------------------------------------ | -------------- | --------- | --- |
| 1    | 風・空・そして愛 やまがたすみこフォーク・アルバム 第1集            | 1973年3月25日  | CD-7149-A | 1. 風に吹かれて行こう 2. 赤い花白い花 3. しあわせの足音 4. 秋でもないのに 5. 今日の日はさようなら 6. 暗い砂浜 7. この広い野原いっぱい 8. 真夜中のギター 9. そしたら空は 10. ぽかんとひとり日曜日 11. ママレード色の恋 12. あの人が好きなのに |
| 2    | あの日のことは… やまがたすみこフォーク・アルバム 第2集             | 1973年9月25日  | CD-7101   | 1. あの日のことは 2. 青空のない街で 3. 素晴らしい世界 4. 明日あなたに 5. あなたの好きな花 6. まつり 7. 夏になったら 8. 翼をください 9. あのひと 10. 白い花 11. 私の子守唄 |
| 3    | Melodies Come From My Heart やまがたすみこフォーク・アルバム 第3集 | 1974年5月25日  | CD-7111   | 1. 二つの心 2. 六月雨 3. ふるさと 4. あて名のない手紙 5. 今、あなたのそばへ 6. むらさき色の風 7. 風を見たよ 8. ひとり 9. 春のおとずれ 10. 小さなマスコット 11. ため息 |
| 4    | 虹 RAINBOW                                                         | 1974年11月25日 | CD-7122-A | 1. 虹 Part I 2. 帰り道 3. スケッチ 4. 白いノート 5. ブルー・ムーン 6. 思い出坂 7. ホリディ 8. 白いピアノ 9. 紙芝居 10. 春動(あしおと) 11. 虹 Part II |
| 5    | オルゴール                                                         | 1975年8月25日  | CD-7144-A | 1. 愛しい貴方へ 2. 曇り空 3. ラメンテーション 4. 幸福駅 5. 日がな一日 6. 独言（つぶやき） 7. 優しい夜 8. さりげない二人 9. 私の旅 10. オルゴール |
| 6    | サマー・シェイド                                                   | 1976年7月25日  | LQ-7014-A | 1. ステキなゲーム（作詞：三森たかし、作曲：やまがたすみこ、編曲：渡辺俊幸） 2. 白い桟橋（作詞：やまがたすみこ、作曲：吉川忠英、編曲：吉川忠英） 3. 琥珀色のスウィング（作詞：やまがたすみこ、作曲：渡辺俊幸、編曲：渡辺俊幸） 4. 雨の日曜日（作詞：やまがたすみこ、作曲：渡辺俊幸、編曲：渡辺俊幸） 5. 絆（作詞：やまがたすみこ、作曲：やまがたすみこ、編曲：瀬尾一三） 6. 青い径（作詞：やまがたすみこ、作曲：吉川忠英、編曲：吉川忠英） 7. 貸し切りハイウェー（作詞：やまがたすみこ、作曲：渡辺俊幸、編曲：渡辺俊幸） 8. カットグラスの映像（作詞：やまがたすみこ、作曲：柳田ヒロ、編曲：柳田ヒロ） 9. 夏の光に（作詞：喜多条忠、作曲：やまがたすみこ、編曲：渡辺俊幸） 10. 11月の風（作詞：やまがたすみこ、作曲：やまがたすみこ、編曲：渡辺俊幸） - <Bonus Track> - 11.思い出さないで（作詞：中山大三郎、作曲：中山大三郎、編曲：中山大三郎） |
| 7    | SUMIKO LIVE                                                        | 1976年12月25日 |           | 1. むらさき色の風 2. 風に吹かれて行こう～夏になったら～ふるさと 3. ホリディ 4. 愛の終りはいつも～ため息 5. あの時君は若かった（鈴木慶一と） 6. ラブ・イズ・ブラインド 7. ブルー・ムーン 8. 夏の光に 9. 青い径 10. 11月の風 11. 帰り道 |
| 8    | FLYING                                                             | 1977年7月25日  |           | 1. FLYING（作詞：松本隆、作曲：鈴木茂、編曲：鈴木茂） 2. ペパーミント・モーニング（作詞：松本隆、作曲：鈴木茂、編曲：鈴木茂） 3. あなたにテレポート（作詞：松本隆、作曲：佐藤健、編曲：鈴木茂） 4. TODAY（作詞：松本隆、作曲：佐藤博、編曲：佐藤博） 5. 黄昏遊泳（作詞：松本隆、作曲：鈴木茂、編曲：鈴木茂） 6. 私春記（作詞：松本隆、作曲：佐藤健、編曲：鈴木茂） 7. ムーンライト・ジルバ（作詞：松本隆、作曲：鈴木茂、編曲：鈴木茂） 8. 夢色グライダー（作詞：松本隆、作曲：細野晴臣、編曲：鈴木茂） 9. GOOD-BYE・グラフィティ（作詞：松本隆、作曲：鈴木茂、編曲：鈴木茂） 10. 夜を渡って（作詞：三森たかし、作曲：やまがたすみこ、編曲：鈴木茂） 11. クリスタル・ホテル（作詞：松本隆、作曲：伊藤銀次、編曲：鈴木茂） - <Bonus Track> - 12.プラスティック・ラブ（作詞：松本隆、作曲：やまがたすみこ、編曲：鈴木茂） - 13.あの日にかえりたい（作詞：荒井由実、作曲：荒井由実、編曲：徳武弘文） - 14.望郷（作詞：山崎ハコ、作曲：山崎ハコ、編曲：徳武弘文） |
| 9    | エメラルド・シャワー                                               | 1978年2月25日  | LX-7036-A | 1. ほろ酔いイヴ（作詞：来生えつこ、作曲：惣領泰則、編曲：惣領泰則） 2. にせドン・ファン（作詞：来生えつこ、作曲：来生たかお、編曲：惣領泰則） 3. 雨上がりのサンバ（作詞：山上路夫、作曲：村井邦彦、編曲：惣領泰則） 4. フォー・エバー（作詞：やまがたすみこ、作曲：やまがたすみこ、編曲：惣領泰則） 5. 小さなヴァカンス（作詞：山上路夫、作曲：佐藤健、編曲：惣領泰則） 6. あの日のように微笑んで（作詞：山上路夫、作曲：惣領泰則、編曲：惣領泰則） 7. イニシャルはK（作詞：みうらよしこ、作曲：佐藤健、編曲：惣領泰則） 8. 渚のエピローグ（作詞：来生えつこ、作曲：惣領泰則、編曲：惣領泰則） 9. 今からひとり（作詞：来生えつこ、作曲：来生たかお、編曲：惣領泰則） 10. マイ・ハート（作詞：岡本おさみ、作曲：梅垣達志、編曲：惣領泰則） - <Bonus Track> - 11.イニシャルはK (シングル・ヴァージョン)（作詞：みうらよしこ、作曲：佐藤健、編曲：惣領泰則） - 12.SF（作詞：阿久悠、作曲：惣領泰則、編曲：惣領泰則） - 13.秋を感じた日（作詞：阿久悠、作曲：惣領泰則、編曲：惣領泰則） - 14.ちょっとだけ・ちょっとだけ（作詞：遠藤幸三、作曲：松尾一彦、編曲：徳武弘文・瀬尾一三） - 15.THE GLORY AND THE DREAM（作詞：井上鑑、作曲：井上鑑、編曲：井上鑑） - 16.SPIRIT OF PLACE（作詞：クリス・モズデル、作曲：井上鑑、編曲：井上鑑）                                                                 |
| 10   | 歌が降りてくる                                                     | 2003年         |           | 1. 歌が降りてくる 2. Army Dreamers 3. ブナの木は揺れていた 4. 教えないで詩人の予言を 5. ぼんやり犬 6. シジュウカラと私（のこれから） 7. ランボーの足跡 8. ミーシャは撃たれてしまった 9. i/o 10. Spiral Wishes 11. Correspondent |
| 11   | 歌が降りてくる 2010（新装盤）                                      | 2010年6月13日  |           | 1. 歌が降りてくる 2. Army Dreamers 3. ブナの木は揺れていた 4. 教えないで詩人の予言を 5. ぼんやり犬 6. シジュウカラと私（のこれから） 7. ランボーの足跡 8. ミーシャは撃たれてしまった 9. i/o 10. Spiral Wishes 11. Correspondent 12. 夏の光に 13. 睡蓮 |
| 12   | やまがたすみこ CM WORKS - うれしいね、すみちゃん-                  | 2012年10月24日 |           | 1. ナショナル「カークーラー」73 2. カルピス「夏・乗馬」 3. 日本生命「ありがとうあなた」 4. 雪印スライスチーズ「季節を巻こう」 5. 丸八真綿「大きなカラダ小さなカラダ」 6. テレビ信州「みつめあえばそこに」 7. 日本コカコーラ リフト、オレンジ 8. 雪印 アカディー 9. お菓子の香梅「企業」篇 10. イワキ 平安閣 11. 磐田市の歌 12. 日本生命 おおきく歩こう「あなたと歩けば」 13. 日本生命 PR映画「新しい風が吹いてきた」 14. 雪印 エルム「燃える想い」 15. 丸井「好きで、いっしょで」 16. 明星食品 明星ラーメン紀行 17. 西武「うれしいねサッちゃん」 18. ミツカン酢 サワードリンク 19. 小林製薬 モリ・ハナエ「蝶」 20. 味の素 CI 21. 味の素 CI 22. Benesse CI 23. NTT CI 24. 東京電力 企業「胸の振子」 25. 理研 ふえるワカメちゃん 26. JRA エリザベス女王杯 27. 明治製菓 イソジン「ただいまのあとは」 28. 久光製薬 ヒサミツ CI 29. 資生堂 レシェンテ「オランジェ・デ・キドル」 30. 西友「味な週末」 31. 第二電電 DDIセルラー「屋形船」都々逸 32. 資生堂 SHE'S洗顔ウォーター「洗う泡」 33. JAカード「咲かせよう」 34. AGF'97冬「いつもありがとう」 35. キリンビバレッジ KIRIN午後の紅茶 '99春 36. カルピス ホット ギフト 37. P&Gピュアクリーン「おかえり」 38. ハウス シチューミックス「お帰りなさい」 39. 伊勢丹「も・め・ん・と・木」 40. 空に会おうよ 41. 大丸「愛のキャッチボール」（with 吉川忠英） |
| 13   | すみこレアリティーズ Theme & CM Songs                              | 2013年6月19日  |           | 1. 空に会おうよ 2. 日曜日の朝は 3. 幸せ色のふうせん 4. スープはママの I love you 5. ユニデン愛唱歌 6. このまちが好き人が好き 7. ただいまのあとは 8. ハナの春 9. ゆき 10. 夢にむかって 11. いつしか愛は 12. 虹になりたい 13. 森へおいで 14. いつか大人に 15. THE TORCH 16. 深い森と共に |

### ベストアルバム
| 番号 | タイトル                         | 発売日         | 規格品番  | 収録曲 |
| ---- | -------------------------------- | -------------- | --------- | --- |
| 1    | すみこ・ふぁいる                 | 1976年11月25日 |           | 1. 風を見たよ 2. 二つの心 3. むらさき色の風 4. 夏になったら 5. 私の子守唄 6. あの日のことは 7. 想い出まくら 8. チューニング・ラブ 9. 風に吹かれて行こう 10. 独言（つぶやき） 11. 神田川 12. ホリディ 13. 曇り空 14. 帰り道 |
| 2    | すみこ・ふぁいる VOL.II          | 1978年11月25日 | LX-7052-A | 1. にせドン・ファン 2. ペパーミント・モーニング 3. イニシャルはK 4. 今からひとり 5. ちょっとだけ・ちょっとだけ 6. TODAY 7. 秋を感じた日 8. SF 9. 雨の日曜日 10. 夏の光に 11. 青い径 12. ムーンライト・ジルバ 13. 雨上がりのサンバ 14. マイ・ハート |
| 3    | やまがたすみこ ゴールデン☆ベスト | 2008年8月20日  |           | Disc1 1. 風に吹かれて行こう 2. あの人が好きなのに 3. 夏になったら 4. 明日あなたに 5. あの日のことは 6. そしたら空は 7. 白い船白い鳥 8. 風を見たよ 9. 私の子守唄 10. 二つの心 11. むらさき色の風 12. 海のおくりもの 13. 初恋橋 14. 秋でもないのに 15. この広い野原いっぱい 16. 素晴しい世界 17. 白い花 18. ふるさと 19. 春のおとずれ Disc2 1. チューニング・ラブ 2. さりげない二人 3. 夏の光に 4. 白い桟橋 5. ムーンライト・ジルバ 6. プラスティック・ラブ 7. イニシャルはK 8. 渚のエピローグ 9. SF 10. 秋を感じた日 11. ちょっとだけ・ちょっとだけ 12. 神田川 13. 想い出まくら 14. あの日にかえりたい 15. 望郷 16. くいしんぼうのカレンダー 17. SPIRIT OF PLACE |
| 4    | Light Mellow やまがたすみこ      | 2014年10月29日 |           | 1. ほろ酔いイヴ 2. あの日のように微笑んで 3. 夏の光に 4. プラスティック・ラブ 5. 曇り空 6. イニシャルは“K" 7. 雨の日曜日 8. ラメンテーション〈悲嘆〉 9. 雨あがりのサンバ 10. 秋を感じた日 11. 小さなヴァカンス 12. TODAY 13. カットグラスの映像 14. 私の旅 15. 夢色グライダー 16. ムーンライト・ジルバ 17. SF 18. 思い出さないで 19. あの日にかえりたい |

### その他の音源
- 『ハナの春／いつしか愛は』
  - 1981年、日本ビクター、規格品番：KV-2035（EPシングル）
  - 虫プロダクション・アニメ映画『ゆき』主題歌[11]。
  - 原作：斎藤隆介、監督：辻伸一、制作：虫プロダクション、配給：日活[11]。
  - CD『すみこレアリティーズ Theme & CM Songs』に「ハナの春」「ゆき」「夢にむかって」「いつしか愛は」の4曲を収録。全曲、作詞：クニ河内、作曲：チト河内。
- 『虹になりたい』
  - 1982年、ポニーキャニオン、規格品番：CX-72
  - B面：森へおいで
  - 日本アニメーション・世界名作劇場『南の虹のルーシー』オープニングテーマ、エンディングテーマ[8]。両曲とも作詞：深沢一夫、作曲：坂田晃一[6][7]。
- 『わが子よ／いつか大人に』
  - 1982年、ポニーキャニオン、規格品番：CX-74
  - A面：ヒデ夕樹「わが子よ」、B面：やまがたすみこ「いつか大人に」
  - 日本アニメーション・世界名作劇場『南の虹のルーシー』イメージソング。作詞：深沢一夫、作曲：坂田晃一[12]
- 『アリオン シンセサイザー・シンフォニー』
  - 1983年、徳間音工/アニメージュ、規格品番：35ATC-1[13]
  - 「ARIONの宿命」- イメージアルバム中の1曲を歌唱。
- 『うれしいね、サッちゃん。』
  - 1984年、エピックソニー、規格品番：07・5H-201（EPシングル）
  - B面：サッちゃんをよぼう。
  - P.T.JOB名義。惣領智子とのデュエット。作詞：糸井重里、作曲：井上鑑。
- 西武百貨店CMソング（1984年）の音源化。

## テレビドラマ
- 『おさななじみ』（1973年、TBS）- テーマソング・出演[3]

## 担当・参加作品

### テーマソング
- 沖縄国際海洋博覧会テーマソング「風を見たよ」「海のおくりもの」（1975年）
  - 2曲とも1974年発表のシングル曲。
- 国際科学技術博覧会「住友館」テーマソング「空に会おうよ」（1985年）
  - モモ名義で歌唱。作曲・編曲：坂本龍一、作詞：矢野顕子。
  - CD『やまがたすみこ CM WORKS』『すみこレアリティーズ Theme & CM Songs』に収録。
- 諏訪を美しくする会 キャンペーンソング「このまちが好き人が好き」
  - CD『すみこレアリティーズ Theme & CM Songs』に収録。
- テレビ信州社歌「みつめあえばそこに」
  - CD『やまがたすみこ CM WORKS』に収録。
- 磐田市の歌（1982年）
  - CD『やまがたすみこ CM WORKS』に収録。

### CM・サウンドロゴ
CD『すみこレアリティーズ Theme & CM Songs』に収録。
- キユーピー『キユーピー・バックグラウンド・ミュージック』テーマソング「日曜日のキユーピー」
  - CD『すみこレアリティーズ Theme & CM Songs』では「日曜日の朝は」の曲名で収録。
- 明治製菓（現・明治）イソジンうがい薬「ただいまのあとは」
  - 作詞：伊藤アキラ、作曲：小杉保夫[14]
- 丸八真綿 ジェシー入浴篇「大きなカラダ小さなカラダ」
- リケン ふえるわかめちゃん
- JRA エリザベス女王杯
- 東京電力 企業歌「胸の振子」[注釈 14]
- 久光製薬 CIサウンドロゴ「ヒサミツ」
- 倉敷チボリ公園
- サンヨー食品 サッポロ一番「ごくらく麺」
- 第二電電 DDIセルラー「屋形船」
- JAバンク JAカード「咲かせよう」
- 資生堂 SHE'S 洗顔ウォーター「洗う泡」
- 味の素ゼネラルフーヅ AGF 1997年冬「いつもありがとう」
- キリン 午後の紅茶 1999年春
- カルピス ホットギフト
- P&G アリエール ピュアクリーン「おかえり」
- ライオン PCクリニカ「診察ドキュメント」
- 積水ハウス 戸建住宅「グリーンファースト」
  - 2010年 - 2011年。CM自体は2009年に放映されていたが、既存サウンドロゴを差し替え。
- ハウス食品 ハウスシチューミクス「お帰りなさい」
- 大丸「愛のキャッチボール」

### バックボーカル
- 福山雅治『「福山エンヂニヤリング」サウンドトラック The Golden Oldies』
  - 「浅草キッド」でバックコーラス参加。

### 幼児向け商品
- ヤマハ音楽教室 教材 - グループレッスン おんがくなかよしコース　CD『おんがくなかよし 2，6ヶ月用』歌唱
- ヤマハ音楽教室 教材 - グループレッスン 幼児科コース　VHS・CD『ぷらいまりー 3』歌唱
- ベネッセコーポレーション - 幼児向け音楽商品で童謡を歌唱